# Pozytonowy detektyw
Pozytonowy detektyw (wyd. także pod tytułem Pozytronowy detektyw; tyt. oryg. The Caves of Steel) – powieść kryminalno–science fiction amerykańskiego pisarza Isaaca Asimova. Druga część cyklu Roboty.
Powieść opublikowano najpierw w odcinkach w czasopiśmie Galaxy w 1953 r., w formie książkowej w roku następnym. Polskie tłumaczenie Juliana Stawińskiego wydało, w detektywistycznej serii Klub Srebrnego Klucza, wydawnictwo Iskry w 1960 r. pod tytułem Pozytronowy detektyw. Poprawna forma Pozytonowy detektyw pojawiła się w następnych wydaniach.
W powieści po raz pierwszy pojawiają się późniejsi bohaterowie innych powieści Asimova: Elijah Baley i robot R. Daneel Olivaw.

## Polskie wydania
w przekładzie Juliana Stawińskiego
1. Iskry, Warszawa 1960 (pod tytułem Pozytronowy detektyw)
2. Prima, Warszawa 1993, ISBN 83-85855-19-X
3. Rebis, Poznań 2003, ISBN 83-7301-349-0